# Андрац (Белуно)
Андрац (итал. Andraz) је насеље у Италији у округу Белуно, региону Венето.
Према процени из 2011. у насељу је живело 84 становника. Насеље се налази на надморској висини од 1413 м.